# 北勢バイパス
北勢バイパス（ほくせいバイパス）は、三重県三重郡川越町南福崎から四日市市采女を結ぶ延長21.0 km（キロメートル）の国道1号バイパスである。四日市市内に集中する国道1号、国道23号（名四国道）の渋滞を緩和させるためのバイパスである。
全区間事業化されており、現在は川越町南福崎（南福崎交差点）から国道477号四日市バイパス（曽井町東交差点）までの12.6 kmが開通している。起点の南福崎交差点（国道23号名四バイパス交点）からみえ朝日IC付近の約3.5 kmは伊勢湾岸自動車道に並行し、朝日町役場口交差点（国道1号交点）までの1.2  kmは完成4車線である。
国道477号四日市バイパスから終点までの8.4 kmは調査設計区間となっている。なお、この区間は平行する三重県道8号四日市鈴鹿環状線のバイパス環状1号での迂回が可能。また、逆に北勢バイパスの既開通区間が、環状1号の未開通区間を補完するような関係となっている。
当初北勢バイパスの一部とされていて、事業化されていなかった四日市市釆女町から鈴鹿市稲生町までの7.5 kmについては、国土交通省は、北勢バイパスと中勢バイパスを接続する一般国道23号 鈴鹿四日市道路として2020年度に事業化された。

## 概要
- 起点：三重県三重郡川越町南福崎（南福崎交差点）
- 終点：三重県四日市市采女（国分町ランプ付近）
- 全長：21.0 km
- 車線数：4車線（予定）

## 歴史
- 1990年（平成2年）12月25日：都市計画決定
- 1992年（平成4年）：三重郡川越町南福崎から四日市市釆女迄の延長21.0 kmが事業化。
- 2003年（平成15年）3月21日：川越町南福崎（みえ川越IC、国道23号）から四日市市広永町（みえ朝日IC）までの延長3.6 kmが暫定2車線で開通。
- 2010年（平成22年）3月28日
  - 四日市市広永町（みえ朝日IC）から大矢知町（大矢知ランプ）までの延長1.6 kmが暫定2車線で開通。
  - 四日市市大矢知町（斎宮西ランプ）から垂坂町（垂坂町交差点）までの延長0.9 kmが暫定2車線で開通。
- 2011年（平成23年）3月26日：四日市市大矢知町内（大矢知ランプから斎宮西ランプ）の延長1.0 kmが暫定2車線で開通。
- 2015年（平成27年）3月7日：四日市市垂坂町（垂坂町交差点）から山之一色町（三重北小学校南交差点）の延長1.4 kmが暫定2車線で開通。
- 2021年（令和3年）4月27日：国土交通省が「防災・減災、国土強靭化に向けた道路の５か年対策プログラム」として新たに開通見通しを公表。山之一色町（三重北小学校南交差点） - 曽井町（曽井町東交差点、国道477号）間（延長4.1 km）は令和6年度開通予定としている[2]。※ただしトンネル工事が順調に進んだ場合
- 2025年（令和7年）3月16日：山之一色町（三重北小学校南交差点） - 曽井町（曽井町東交差点、国道477号）間（延長4.1 km）が暫定2車線で開通[3]。

## 交差点と接続道路
| 交差点・ランプ                                                      | 接続道路                                                                                  | 備考                                                                                      | 所在地   |
| ------------------------------------------------------------------- | ----------------------------------------------------------------------------------------- | ----------------------------------------------------------------------------------------- | -------- |
| 三重県道401号〈いなばポートライン〉・E1A伊勢湾岸自動車道 みえ川越IC |                                                                                           |                                                                                           |          |
| 南福崎交差点                                                        | 国道23号〈名四バイパス〉（桑名・名古屋方面／国道23号現道）                                | 国道23号〈名四バイパス〉（桑名・名古屋方面／国道23号現道）                                | 川越町   |
| 南福崎第二交差点                                                    |                                                                                           | 平面4車線区間                                                                             | 川越町   |
| 南福崎第三交差点                                                    |                                                                                           | 平面4車線区間                                                                             | 川越町   |
| 朝日町役場口交差点                                                  | 国道1号〈東海道〉（国道1号現道）                                                          | 平面4車線区間                                                                             | 朝日町   |
| 古川交差点                                                          | 三重県道66号四日市朝日線                                                                  | 平面2車線区間                                                                             | 朝日町   |
| みえ朝日IC                                                          | E1A伊勢湾岸自動車道（京都方面のみ）                                                       | ↓立体2車線区間                                                                            | 朝日町   |
| 川北ランプ                                                          | 三重県道26号四日市多度線 三重県道9号〈あさけ通り〉                                        | 名古屋方出入口                                                                            | 四日市市 |
| 大矢知ランプ                                                        | 三重県道26号四日市多度線 三重県道9号〈あさけ通り〉                                        | 大阪方出入口                                                                              | 四日市市 |
| 斎宮西ランプ                                                        | 三重県道64号〈富田山城道路〉（E23東名阪 四日市東IC方面） 三重県道8号〈四日市環状1号〉     | 三重県道64号〈富田山城道路〉（E23東名阪 四日市東IC方面） 三重県道8号〈四日市環状1号〉     | 四日市市 |
| 垂坂町交差点                                                        |                                                                                           | 平面2車線区間                                                                             | 四日市市 |
| 三重北小学校南交差点                                                | 三重県道622号小牧小杉線                                                                   | 平面2車線区間                                                                             | 四日市市 |
| 西坂部町交差点                                                      | 国道365号〈四日市関ヶ原線〉 三重県道616号田光四日市線                                     | 平面2車線区間                                                                             | 四日市市 |
| 曽井町東交差点                                                      | 国道477号〈四日市バイパス〉                                                               | 平面2車線区間                                                                             | 四日市市 |
| （↑と一体ランプ化）                                                 | 国道477号〈湯の山街道〉                                                                   | 調査設計区間                                                                              | 四日市市 |
| 川島町交差点                                                        | 三重県道630号川島貝家線                                                                   | 調査設計区間                                                                              | 四日市市 |
| 八王子町交差点                                                      | 三重県道44号宮妻峡線                                                                      | 調査設計区間                                                                              | 四日市市 |
| 波木町交差点                                                        | 三重県道140号四日市菰野大安線                                                             | 調査設計区間                                                                              | 四日市市 |
| 北小松町交差点                                                      | 三重県道632号水沢本町采女線                                                               | 調査設計区間                                                                              | 四日市市 |
| 南小松町交差点                                                      | 三重県道407号三畑四日市線                                                                 | 調査設計区間                                                                              | 四日市市 |
| 国分町ランプ                                                        | 国道1号・国道25号〈追分バイパス〉（国道1号現道） 〈亀山バイパス〉（亀山・京都・大阪方面） | 国道1号・国道25号〈追分バイパス〉（国道1号現道） 〈亀山バイパス〉（亀山・京都・大阪方面） | 四日市市 |
| 国道23号〈鈴鹿四日市道路〉（鈴鹿・津・伊勢方面）                    |                                                                                           |                                                                                           |          |

## 接続・並行するバイパスとの関係
| 名四バイパス（名古屋・東京方面） |                          |              |
| 【南福崎交差点】                 |                          |              |
| 北勢バイパス                     | 名四バイパス             | 名四バイパス |
| 北勢バイパス                     | 【大里町IC】             |              |
| 北勢バイパス                     | 追分バイパス             | 鈴鹿バイパス |
| 【国分町交差点】                 |                          | 鈴鹿バイパス |
| 亀山バイパス （京都・大阪方面）  | 鈴鹿四日市道路           | 鈴鹿バイパス |
| 亀山バイパス （京都・大阪方面）  | 【鈴鹿市稲生町】         |              |
| 亀山バイパス （京都・大阪方面）  | 中勢バイパス（伊勢方面） |              |